# بيكين
بيكين (الروسية: Бикин) هي إحدى مدن روسيا في الكيان الفدرالي الروسي خاباروفسك كراي.

## المناخ
يظهر الجدول التالي التغييرات المناخية على مدار السنة لبيكين:
| البيانات المناخية لـبيكين         | البيانات المناخية لـبيكين | البيانات المناخية لـبيكين | البيانات المناخية لـبيكين | البيانات المناخية لـبيكين | البيانات المناخية لـبيكين | البيانات المناخية لـبيكين | البيانات المناخية لـبيكين | البيانات المناخية لـبيكين | البيانات المناخية لـبيكين | البيانات المناخية لـبيكين | البيانات المناخية لـبيكين | البيانات المناخية لـبيكين | البيانات المناخية لـبيكين |
| الشهر                             | يناير                     | فبراير                    | مارس                      | أبريل                     | مايو                      | يونيو                     | يوليو                     | أغسطس                     | سبتمبر                    | أكتوبر                    | نوفمبر                    | ديسمبر                    | المعدل السنوي             |
| --------------------------------- | ------------------------- | ------------------------- | ------------------------- | ------------------------- | ------------------------- | ------------------------- | ------------------------- | ------------------------- | ------------------------- | ------------------------- | ------------------------- | ------------------------- | ------------------------- |
| الدرجة القصوى °م (°ف)             | 1.0 (33.8)                | 7.8 (46.0)                | 18.0 (64.4)               | 29.4 (84.9)               | 33.9 (93.0)               | 36.1 (97.0)               | 37.8 (100.0)              | 38.0 (100.4)              | 34.0 (93.2)               | 26.2 (79.2)               | 16.1 (61.0)               | 6.1 (43.0)                | 38.0 (100.4)              |
| متوسط درجة الحرارة الكبرى °م (°ف) | −14.2 (6.4)               | −8.8 (16.2)               | 0.1 (32.2)                | 11.3 (52.3)               | 19.2 (66.6)               | 23.9 (75.0)               | 27.0 (80.6)               | 25.8 (78.4)               | 19.9 (67.8)               | 11.3 (52.3)               | −1.5 (29.3)               | −11.6 (11.1)              | 8.9 (48.0)                |
| المتوسط اليومي °م (°ف)            | −20.9 (−5.6)              | −16.1 (3.0)               | −5.9 (21.4)               | 5.4 (41.7)                | 12.9 (55.2)               | 18.1 (64.6)               | 21.6 (70.9)               | 20.4 (68.7)               | 13.6 (56.5)               | 5.1 (41.2)                | −6.9 (19.6)               | −17.3 (0.9)               | 2.8 (37.0)                |
| متوسط درجة الحرارة الصغرى °م (°ف) | −28.1 (−18.6)             | −24.6 (−12.3)             | −13.7 (7.3)               | −1.5 (29.3)               | 5.7 (42.3)                | 11.9 (53.4)               | 16.0 (60.8)               | 15.1 (59.2)               | 7.1 (44.8)                | −1.8 (28.8)               | −13.4 (7.9)               | −24.1 (−11.4)             | −3.9 (25.0)               |
| أدنى درجة حرارة °م (°ف)           | −42.8 (−45.0)             | −37.2 (−35.0)             | −31.1 (−24.0)             | −13.9 (7.0)               | −6.1 (21.0)               | 1.1 (34.0)                | 5.0 (41.0)                | 4.0 (39.2)                | −5.0 (23.0)               | −17.0 (1.4)               | −32.2 (−26.0)             | −45.0 (−49.0)             | −45.0 (−49.0)             |
| الهطول مم (إنش)                   | 17.1 (0.67)               | 20.6 (0.81)               | 24.6 (0.97)               | 39.5 (1.56)               | 70.5 (2.78)               | 78.8 (3.10)               | 127.0 (5.00)              | 130.8 (5.15)              | 91.6 (3.61)               | 40.8 (1.61)               | 24.9 (0.98)               | 20.6 (0.81)               | 686.8 (27.04)             |
| متوسط أيام هطول الأمطار           | 8.7                       | 5.7                       | 7.7                       | 7.4                       | 7.8                       | 5.5                       | 7.6                       | 7.8                       | 5.3                       | 7.3                       | 7.2                       | 8.0                       | 86                        |
| متوسط الرطوبة النسبية (%)         | 78.2                      | 72.9                      | 69.0                      | 62.0                      | 62.3                      | 68.1                      | 74.9                      | 78.5                      | 74.4                      | 67.4                      | 71.8                      | 77.3                      | 71.4                      |
| المصدر: Weatherbase               |                           |                           |                           |                           |                           |                           |                           |                           |                           |                           |                           |                           |                           |